# Füredy László
Füredy László (Péteri, 1794. november 13. – Pest, 1850. május 9.) zenetanár, zeneszerző.

## Élete
Apja Füredy György evangélikus lelkész volt, aki már kisgyermekként zenére taníttatta. 9 éves korában a cseléd gondatlanságból arcát forró lúggal leöntötte s ennek következtében szeme világát elvesztette. Még néhány évig keveset látott ugyan s ekkor a zongorán és orgonán gyakorolt. Apja halála után teljesen megvakult, mire 18 éves korában anyjával Pestre költözött. A zenében annyira haladt már, hogy magyar és német dalokat irt és másokat is zenére tanított. a zongorán és orgonán kívül gitáron, hárfán és hegedűn is egyforma ügyességgel játszott. A sakkjátékot tökéletes megvakulása után tanulta meg, s olyan jól játszotta, hogy csak ritkán sikerült őt legyőzni. E mellett a magyar és német tánchoz is értett. Jól beszélt latinul, németül, magyarul, szlovákul, s elég olvashatóan tudott írni. 1818-ban a pozsonyi evangélikus líceumba ment, ahol Stanislaides Dániel tanár a kollégiumban ingyen szállást biztosított neki. Filozófiát hallgatott, emellett Klein zongoratanár továbbképezte a zenében. Később a pesti Vakok Intézetében tanárnak alkalmazták; tanította a magyar stílt, fej- és jegyszámítást, történelmet és zeneelméletet, zongorát és hárfát. Tüdőszélhűdésben hunyt el 57 éves korában. Felesége Dacsó Róza volt.

## Munkái
- Beszéd, mely egy vakok nevelő intézetjének Magyarországban való felállítása végett az első nevendékek vizsgálatja alkalmatosságával a vármegyeház nagyobb palotájában tartatott Posonyban, 1826. ápr. 23. Posony.
- Beszéd, mely a cs. és kir. főherczeg József magyarország nádorispánja... úgy mint a vakok intézete alapítója és pártfogója képe felállításának alkalmával az intézet épületében 1885. máj. 29. Doleschalek Antal az intézet igazgatója által tartatott és rövid historiája az intézetnek, mely ugyan ezen alkalommal F. L. által előadatott. Pest, 1835.
- Empfindungen der Zöglinge des Pesther Blinden Instituts, bei Gelegenheit der Aufstellung des Bildnisses des Erzherzogs Joseph, am. 29. März 1835. In Musik gesetzt von L. v. F. Pest.

Mivel Dolezsalek Antal, az intézet igazgatója, magyarul nem tudott, annak beszédeit és egyéb munkáit is részben Füredy fordította magyarra.